# Тихий Потік (Бела)
Тихий Потік (словац. Tichý potok) — річка в Словаччині; правий витік Белої, протікає в округах Попрад і Ліптовський Мікулаш.
Довжина — 16 км.
Витікає в масиві Високі Татри на висоті приблизно 2000 метрів.
Протікає Татранським національним парком. Злучається  з Копровським Потоком.